# Siba (Maroc)
Pour les articles homonymes, voir Siba.
Siba, en arabe : السيبة, est un terme qui signifie « anarchie » ou dissidence, c'est une forme de contestation politique et sociale et s'oppose au terme Makhzen qui représente l'appareil étatique marocain : (Siba - Makhzen) deux termes employés dans le jargon politique marocain.

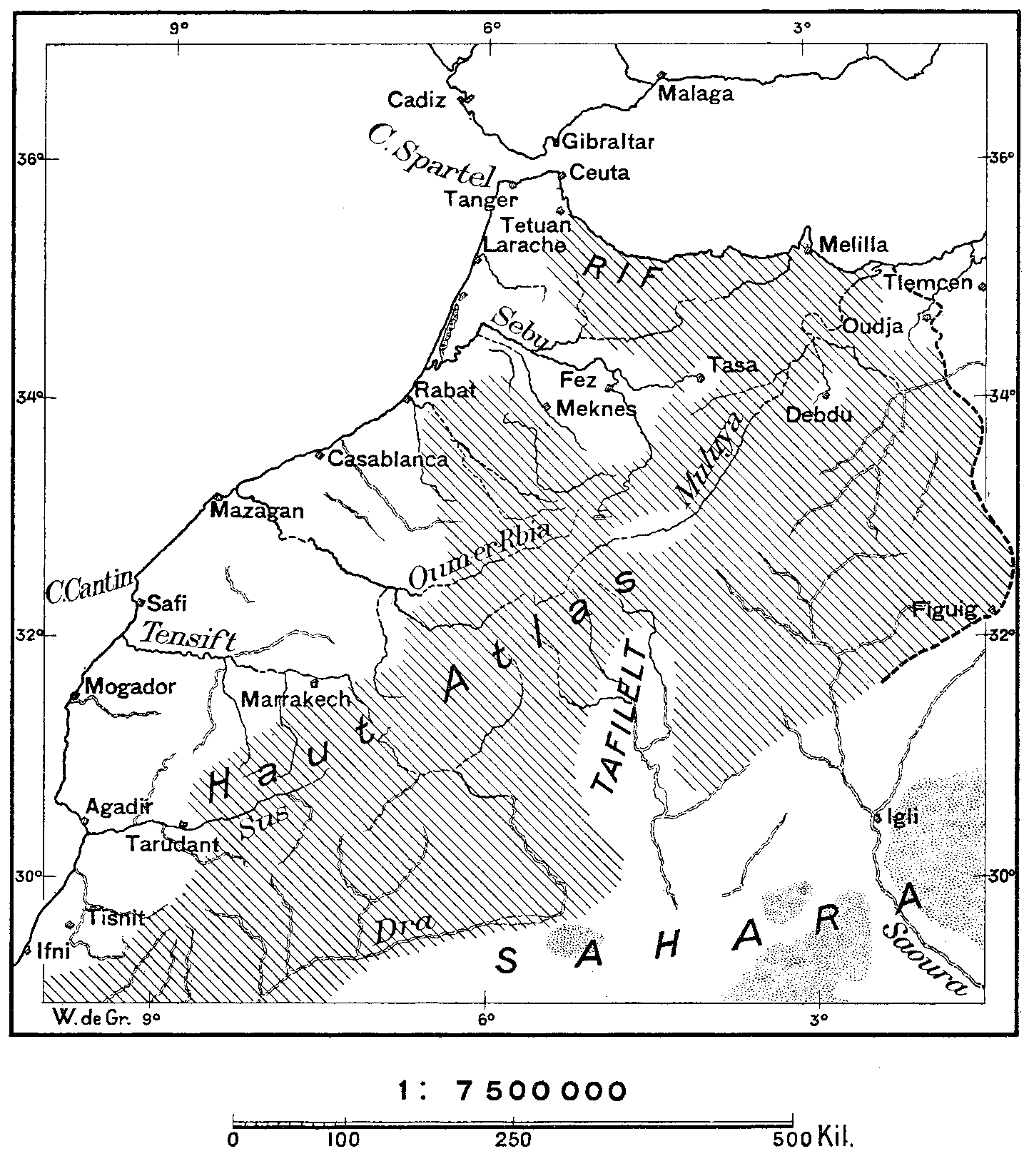
Extension du « siba » au Maroc, parties hachurées.

Au cours de son histoire le Maroc a connu des périodes d'instabilité socio-politique. Certaines régions du Maroc ne connaissaient pas l'influence de l'État, notamment au Moyen Atlas au Haut Atlas dans le Rif et dans la Chaouia. Il existait, par ailleurs, des luttes intestines au sein de la famille du Makhzen, l'appareil étatique marocain. L'expression « bled el makhzen », qui désigne l'espace où l'État exerce son autorité, s'oppose à « bled es siba », espace non soumis à l'autorité centrale du pays.
Pour Henri Terrasse, éminent représentant de l'historiographie de la période coloniale, le « bled siba »  était non seulement l'incarnation d’une autorité makhzénienne contestée, mais également un frein à l'apparition d'un État moderne :

« Toute la politique du makhzen était commandée par l'existence d'un bled makhzen et d’un bled siba. Les limites du pays soumis et des terres dissidentes ne changeaient guère, sauf pour quelques mois ou quelques années, dans la zone limitée où une grande harka (campagne militaire du sultan) avait pu agir. Depuis Sidi Mohammed Ben Abdellah (Mohammed III, régnant de 1757 à 1790), la dissidence avouée ou effective avait encore fait des progrès. »

— Henri Terrasse

« Les harkas, nécessaires pour affirmer l'autorité sultanienne sur les provinces lointaines ou aux marges du pays dissident, étaient souvent plus coûteuses qu'efficaces. Les résultats obtenus par la force ne duraient guère. Le déplacement de tout l'appareil militaire chérifien répondait surtout à des raisons de prestige. »

— Henri Terrasse

« Le bled siba restait profondément divisé et ne faisait aucune tentative vers l'unité : ses tribus ne rêvaient qu'indépendance dans le morcellement. Quasi intangible, le pays dissident ne constituait pas une menace massive et urgente. Ses progrès eux-mêmes étaient lents : il était par nature une résistance et une négation ; incapable d’organisation et d'unité, il restait hors d'état de déclencher une offensive coordonnée contre le gouvernement central. »

— Henri Terrasse
Pour Ernest Gellner[réf. nécessaire], le tribalisme marginal, berbère, est une forme dissidence institutionnalisée, antagoniste et complémentaire de l'ordre gouvernemental, similaire à la zomia du Sud-Est asiatique.
Le concept de Siba n'impliquait pas seulement une opposition au Makhzen mais aussi une forme d'organisation sociale basée sur l'autonomie tribale et locale. Les tribus des régions de Bled al-Siba avaient leurs propres systèmes de gouvernance et se régulaient souvent sans intervention extérieure. Cependant, il est important de noter que cette opposition n'était pas toujours violente. Le Makhzen jouait parfois un rôle d'arbitre dans les conflits tribaux, cherchant à maintenir une coexistence pacifique entre les tribus.
Les historiens et les théoriciens coloniaux ont souvent utilisé cette dichotomie pour justifier le régime de protectorats et la politique de "diviser pour mieux régner". Cependant, des chercheurs modernes comme G. Ayache contestent cette vision, arguant que le Makhzen avait également des rôles sociaux importants, notamment l'arbitrage des conflits, et qu'il existait une interrelation plus complexe entre ces zones qu'une simple opposition de pouvoir.